# Diplocephalus caecus
Diplocephalus caecus es una especie de araña araneomorfa del género Diplocephalus, familia Linyphiidae, orden Araneae. La especie fue descrita científicamente por Denis en 1952.

## Descripción
El cuerpo del macho mide 2,0 milímetros de longitud.

## Distribución
Se distribuye por Bélgica.